# Райхенбах-им-Фогтланд
Райхенбах-им-Фогтланд (нем. Reichenbach im Vogtland) — город в Германии, в земле Саксония. Подчинён земельной дирекции Хемниц. Входит в состав района Фогтланд. Население составляет 20 146 человек (на 31 декабря 2010 года). Занимает площадь 29,73 км². Официальный код — 14 1 78 510.

## Фотографии

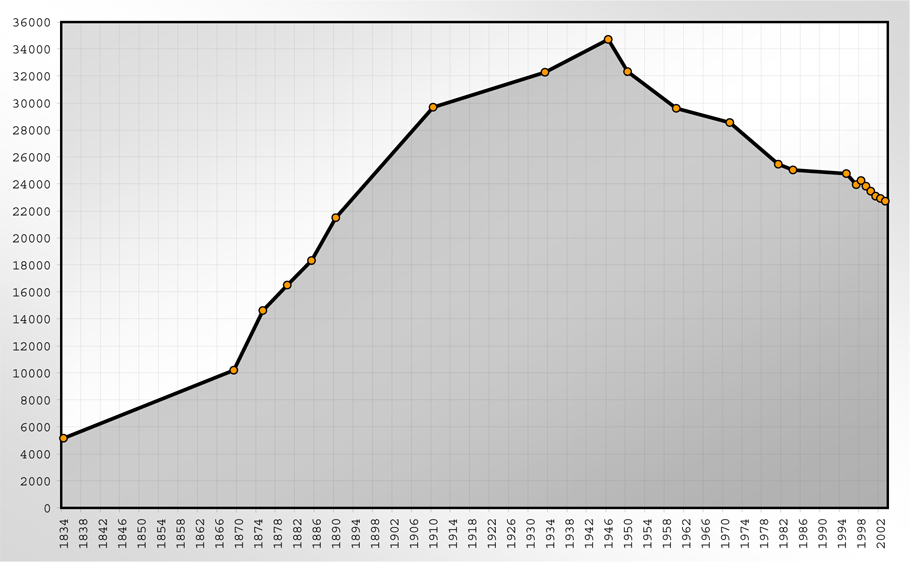
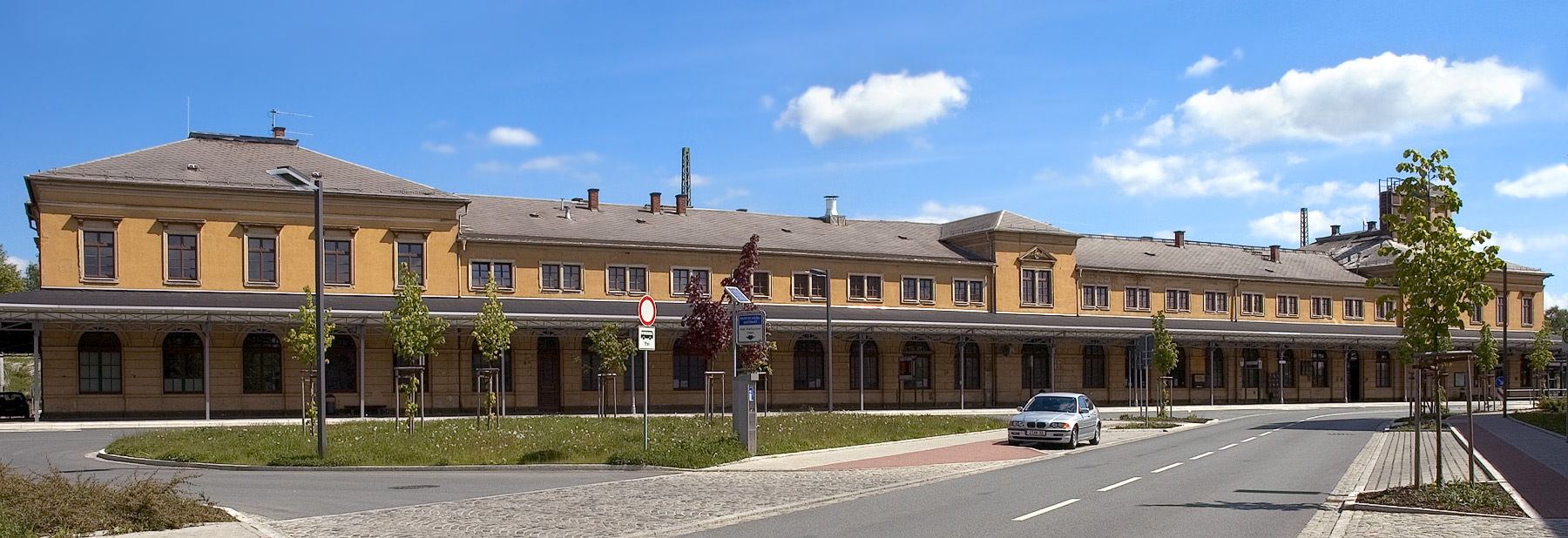
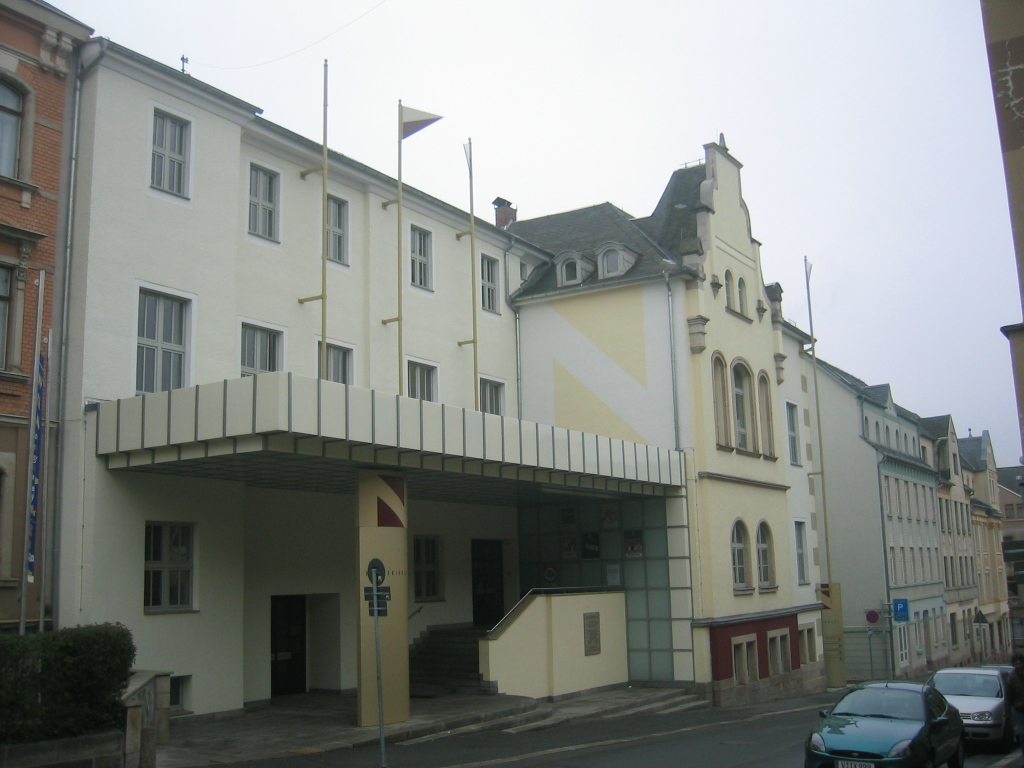
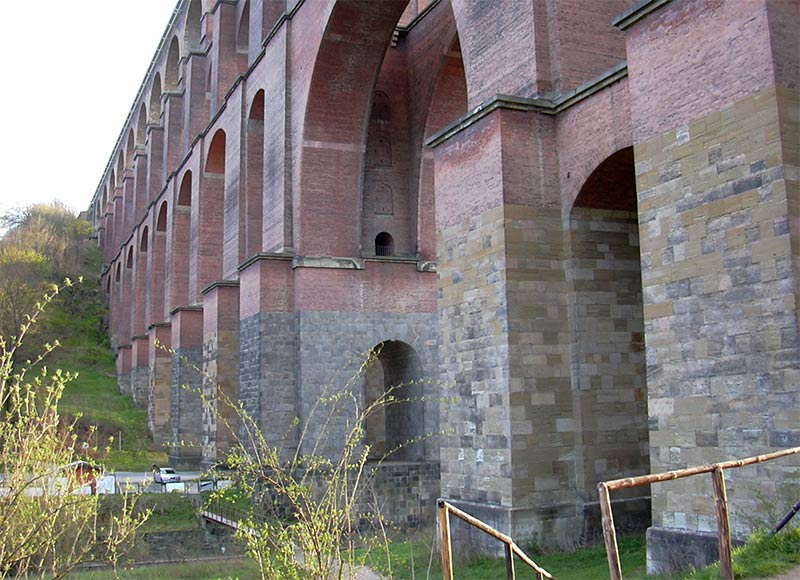